# World Curling Tour
World Curling Tour (WCT) – cykl rozgrywek curlingowych, w których biorą udział najlepsze drużyny z całego świata. Po raz pierwszy został zorganizowany w 1992. Mężczyźni i kobiety toczą rozgrywki oddzielnie.
Zazwyczaj rozpoczyna się we wrześniu a kończy w kwietniu roku następnego. Kalendarz jest tak ułożony by jak najmniej kolidował z rozgrywkami eliminacyjnymi (ang. playdowns) do The Brier i Tournament of Hearts.
Klasyfikację stanowi liczba pieniędzy jaką zdobyły drużyny. Organizatorzy poszczególnych turniejów decydują o formacie gry (knock out, system kołowy) czy liczbie zespołów. Przeważnie turnieje trwają trzy lub cztery dni i kończą się w niedzielę lub poniedziałek. Mecze składają się z ośmiu Endów.
Zdecydowana większość turniejów ma miejsce w Kanadzie, zawody europejskie odbywają się w ramach Champions Curling Tour (wcześniej World Curling Tour Europe) i są liczone do klasyfikacji WCT (poza rozgrywkami juniorów).
Od 2001 w ramach WCT organizowane są rozgrywki Wielkiego Szlema mężczyzn, od 2006 kobiet. Są to turnieje z największą pulą nagród, posiadają również swoją klasyfikację - Capital One Cup, gdzie dla trzech najlepszych zespołów przyznawane są dodatkowe nagrody.

## Turnieje World Curling Tour
Obecnie rozgrywane:
| Kobiety: - The Shoot-Out - AMJ Campbell Shorty Jenkins Classic - Cloverdale Cash Spiel - Radisson Blu Oslo Cup - Schmirler Curling Classic - Twin Anchors Invitational - Credit Suisse Women’s Masters Basel - Autumn Gold Curling Classic - Meyers Norris Penny Charity Classic - Challenge Casino Lac Leamy - Kamloops Crown of Curling - Manitoba Lotteries Women’s Curling Classic - Colonial Square Ladies Classic - Royal LePage OVCA Women’s Fall Classic - Stockholm Ladies Cup - Red Deer Curling Classic - Vancouver Island Shootout - Interlake Pharmacy Classic - Sun Life Classic - DEKALB Superspiel - International ZO Womens Tournament - Boundary Ford Curling Classic - Laphroaig Scotch Open - Curl Mesabi Cash Spiel - International Bernese Ladies Cup - Glynhill Ladies International - Pomeroy Inn & Suites Prairie Showdown - Victoria Curling Classic Invitational - Players’ Championships | Mężczyźni - Baden Masters - The Shoot-Out - AMJ Campbell Shorty Jenkins Classic - Cloverdale Cash Spiel - Radisson Blu Oslo Cup - Green Bay Cashspiel - Point Optical Curling Classic - Swiss Cup Basel - Horizon Laser Vision Center Classic - Twin Anchors Invitational - Manitoba Lotteries Men’s Curling Classic - StuSells Toronto Tankard - Westcoast Curling Classic - St. Paul Cash Spiel - Meyers Norris Penny Charity Classic - Challenge Casino Lac Leamy - Kamloops Crown of Curling - Canad Inns Prairie Classic - Curling Masters Champery - Cactus Pheasant Classic - Masters of Curling - Red Deer Curling Classic - World Financial Group Classic - Vancouver Island Shootout - Whites Drug Store Classic - Interlake Pharmacy Classic - Sun Life Classic - Wainwright Roaming Buffalo Classic - Challenge Casino de Charlevoix - DEKALB Superspiel - Edinburgh International - Seattle Cash Spiel - Laphroaig Scotch Open - Dauphin Clinic Pharmacy Classic - Canadian Open - Curl Mesabi Cash Spiel - Ramada Perth Masters - The National - German Masters - Pomeroy Inn & Suites Prairie Showdown - Victoria Curling Classic Invitational - Players’ Championships |

## Order of Merit
Jest to oddzielna klasyfikacja sporządzana dla każdego sezonu, gdzie pod uwagę bierze się osiem najlepszych rezultatów każdej drużyny. Osiągnięte wyniki przelicza się na punkty. W klasyfikacji uwzględniane są nie tylko turnieje wchodzące w skład World Curling Tour, może być uwzględniany każdy turniej, w którym nagrodą są pieniądze. Dodatkowo liczą się tutaj imprezy organizowane przez World Curling Federation, a także zawody wyłaniające mistrzów poszczególnych państw.